# Je suis en vie (album)
Pour les articles homonymes, voir Je suis en vie.
Albums de Akhenaton
We Luv New York
(2011)
Je suis en vie est le cinquième album studio en solo d'Akhenaton, du groupe IAM, sorti en 2014. Il existe une édition collector avec un CD bonus contenant les instrumentales et l'inédit Illuminachill.
Il obtient le prix « album de musique urbaine de l'année » aux Victoires de la musique 2015.

## Liste des pistes
Toutes les paroles sont écrites par Akhenaton (sauf exceptions notées).
| No  | Titre                                                 | Paroles                        | Musique                        | Durée |
| --- | ----------------------------------------------------- | ------------------------------ | ------------------------------ | ----- |
| 1.  | Tempus Fugit                                          |                                | Akhenaton / Sébastien Damiani  |       |
| 2.  | Même les anges                                        |                                | Akhenaton / Sébastien Damiani  |       |
| 3.  | À part les € (featuring REDK)                         | Akhenaton / REDK               | Akhenaton / Sébastien Damiani  |       |
| 4.  | Soo Bad                                               |                                | Akhenaton / Sébastien Damiani  |       |
| 5.  | Je suis en vie (featuring Tyler Woods)                | Akhenaton / Tyler Woods        | Akhenaton / Sébastien Damiani  |       |
| 6.  | Highlanders (featuring Veust Lyricist)                | Akhenaton / Veust Lyricist     | Akhenaton                      |       |
| 7.  | Souris, encore...                                     |                                | Faf Larage / Sébastien Damiani |       |
| 8.  | Tu brilles comme un miroir de bordel                  |                                | Olivier Rakoto / Buddah Kriss  |       |
| 9.  | Deuxième chance                                       |                                | Akhenaton / Sébastien Damiani  |       |
| 10. | Hi-tech Love (featuring Meryem Saci)                  | Akhenaton / Meryem Saci        | Akhenaton / Sébastien Damiani  |       |
| 11. | Étranges fruits                                       |                                | Alien Geometry                 |       |
| 12. | Vrai missile                                          |                                | Akhenaton / Sébastien Damiani  |       |
| 13. | J'aime le rap et le rap m'aime (featuring Shurik'n)   | Akhenaton / Shurik'n           | Akhenaton                      |       |
| 14. | Oriundi                                               |                                | Akhenaton / Sébastien Damiani  |       |
| 15. | JJJames                                               |                                | Akhenaton                      |       |
| 16. | Mon texte le savon (Part III)                         |                                | Akhenaton / Sébastien Damiani  |       |
| 17. | Dezolation (featuring Faf Larage & Perso)             | Akhenaton / Faf Larage / Perso | Akhenaton / Sébastien Damiani  |       |
| 18. | Little Brother is watching you (featuring Cut Killer) |                                | Akhenaton / Sébastien Damiani  |       |
| 19. | Immacolata                                            |                                | Akhenaton / Sébastien Damiani  |       |

| 20. | Illuminachil | Akhenaton |  |

## Crédits
- Akhenaton : auteur-compositeur-interprète[2]
- Shurik'n : chant (13), chœurs (7)
- REDK : chant (2)
- Faf Larage : compositeur (7), chant (17)
- DJ Daz : scratches (1, 3, 5, 8, 12, 13, 15 et 19)
- Sébastien Damiani : compositeur
- Philippe Bruguière : guitare (13)
- Éric Chevet : mastering, mixage audio
- Prince Charles Alexander : mixage audio